# Phare de Sainte-Catherine
Le phare de Sainte-Catherine est un phare situé sur la Pointe de Sainte-Catherine, point le plus au sud de l'Île de Wight en Angleterre. Il a remplacé un très ancien phare celui de l'Oratoire de Sainte-Catherine.
Ce phare est géré par la Trinity House Lighthouse Service de Londres, l'organisation de l'aide maritime des côtes de l'Angleterre.
Il est maintenant protégé en tant que monument classé du Royaume-Uni de Grade II depuis 1972.

## Histoire
Le phare de Sainte-Catherine est l'un des plus anciens des phares en Grande-Bretagne. Le premier phare fut établi sur rue St. Catherine's Down (en) en 1323, sur ordre du Pape, après qu'un navire eut échoué à proximité et que sa cargaison fut perdue ou pillée. Ce feu fut installé sur l'Oratoire de Sainte-Catherine, une tour octogonale en pierre qui peut encore être vue aujourd'hui sur la colline à l'ouest de Niton. Il est connu localement comme le « Pepperpot » (le poivrier).
Le nouveau phare, construit par Trinity House en 1838, a été construit comme une tour de pierre de 40 mètres de haut. Cependant, sa lumière a été souvent obscurcie par le brouillard, ce qui a conduit à la réduction de sa hauteur à 13 mètres en 1875. Il a une portée de 46 km et est le troisième plus puissant de toutes les lumières entretenues par Trinity House. Une autre tour, construite immédiatement en parallèle en 1932, abrite le signal de brouillard maintenant désaffecté depuis 1987.
Trinity House propose maintenant des visites guidées du phare toute l'année.
Identifiant : ARLHS : ENG-143 - Amirauté : A0774 - NGA : 1064 .
|                                   |
| Le phare sur St Catherine's Point |

|          |
| Le phare |

### Lien connexe
- Liste des phares en Angleterre